# Geodena
Geodena är ett släkte av fjärilar. Geodena ingår i familjen mätare.

## Dottertaxa tillGeodena, i alfabetisk ordning[1]
- Geodena absimilis
- Geodena ansorgei
- Geodena aurea
- Geodena auridisca
- Geodena bandajoma
- Geodena barombica
- Geodena bimaculata
- Geodena camerunensis
- Geodena candida
- Geodena capitifera
- Geodena cinerea
- Geodena confluens
- Geodena conifera
- Geodena cynocephala
- Geodena dama
- Geodena discinota
- Geodena disticta
- Geodena exigua
- Geodena flaviventer
- Geodena funesta
- Geodena hintzi
- Geodena impleta
- Geodena inferma
- Geodena leona
- Geodena leonina
- Geodena lipara
- Geodena marginalis
- Geodena melusine
- Geodena notata
- Geodena ossicolor
- Geodena partita
- Geodena pringlei
- Geodena pupillata
- Geodena quadrigutta
- Geodena robusta
- Geodena semihyalina
- Geodena sesseca
- Geodena sphingifascies
- Geodena suffusa
- Geodena surrendra
- Geodena venata